# Wookiee

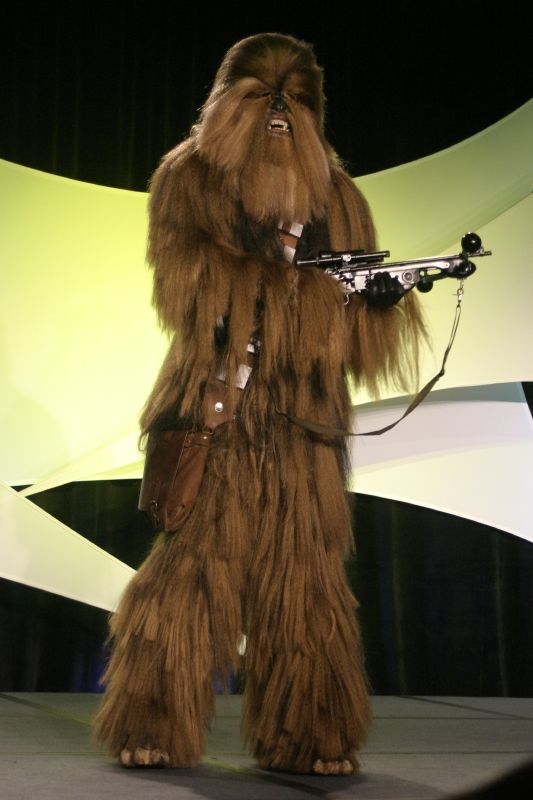
Cosplay

Wookiee – w fikcyjnym świecie Gwiezdnych wojen rasa futrzastych, humanoidalnych istot zamieszkujących planetę Kashyyyk. Charakteryzują się dużą siłą fizyczną i rozwiniętymi zdolnościami mechanicznymi, a także silnym poczuciem honoru i więzi rodzinnych.

## Cechy Wookieech
Wookiee są istotami niezwykle lojalnymi i szlachetnymi. Jednym z przykładów takiej sytuacji jest dług życia, jaki Chewbacca miał względem Hana Solo. Znani są także z krewkiego temperamentu, okazywanego szczególnie na punkcie honoru. Kiedy się zdenerwują, okazują niepohamowany gniew i najczęściej rozbijają różne przedmioty. Są idealnymi przyjaciółmi i obdarzeni są wielkim poczuciem humoru, są uczynni, wrażliwi. Żyją w dżunglach Kashyyyka i choć wiele nieświadomych istot galaktyki uważało Wookieech za istoty prymitywne, tak naprawdę inteligencją nie odbiegają oni od istot innych ras.
Wookiee zbudowali ogromne miasta wzniesione na wyższych poziomach gigantycznych drzew wroshyr. Najsłynniejszym wynalazkiem Wookiee są rusznice blasterowe, z których korzystał Chewbacca. W przeszłości Wookiee byli wykorzystywani przez ludzi jako niewolnicy, także podczas okresu Starej Republiki. Później zostali wyzwoleni i uzyskali miejsce w Senacie Galaktycznym na Coruscant. Imperium Galaktyczne także wykorzystywało Wookieech jako niewolników. Istoty te są także wspaniałymi myśliwymi i umieją wspinać się po ogromnych drzewach wroshyr.

## Język Wookiee
Wookiee porozumiewają się między sobą, wydając serie warknięć, szczęknięć i pomruków. Budowa ich strun głosowych nie pozwala im na korzystanie z basicu. Z podobnych względów ludzie nie umieją porozumiewać się językiem Wookiech. Wookiee korzystają z pierwotnego dialektu – shyriiwooka. Podczas okupacji Imperium Galaktycznego czy każdego innego okupanta (np. w czasach Korporacji Czerka) zmuszającego Wookiee do niewolniczej pracy, Wookiee używali języka zwanego xaczik, o którym Imperium nie miało zielonego pojęcia.

## Tradycje Wookiee
Istoty płci męskiej polują na quillaraty, gdyż ich mięso jest idealnym prezentem dla potencjalnych partnerek życia. Muszą jednak pochwycić zwierzę gołymi rękami i zabić bez posługiwania się jakąkolwiek bronią. Jeżeli istota płci żeńskiej zgadza się zostać żoną Wookieego, wbija zęby w miękkie podbrzusze quillarata. Wookiee zawierają związki małżeńskie, które trwają aż do śmierci jednego z małżonków. Kobieta Wookiee rodzi jednorazowo jedno dziecko, a tradycyjne rodziny Wookieech mają zazwyczaj dwoje albo troje potomków.

### Znani przedstawiciele
Najbardziej znanym Wookieem jest Chewbacca, późniejszy kompan kosmicznego przemytnika i cwaniaka Hana Solo. Inni znani przedstawiciele tej rasy to między innymi: Lowbacca, Dewlanna, Tyvokka, Zaalbar, Chuundar, Attichitcuk, Tarfful i Hanharr.